# Ibrahim Madi
Ibrahim Madi (Marsella, Francia; 19 de mayo de 1998) es un futbolista de Comoras nacido en Francia que juega en la posición de delantero con el FC Istres del Championnat National 2 desde el 2023.

## Carrera

### Club
| Periodo   | Club                |
| --------- | ------------------- |
| 2016–2018 | Nîmes B             |
| 2018–2021 | FC Martigues        |
| 2021–2022 | Athlético Marseille |
| 2022–2023 | Stade Poitevin FC   |
| 2023–     | FC Istres           |

### Selección nacional
Madi decidió representar a Comoras, con la que debutó el 10 de septiembre de 2019 en la derrota por 0-2 ante Togo en Lomé por la clasificación de CAF para la Copa Mundial de Fútbol de 2022.
Su primer gol internacional lo anotó el 6 de junio de 2025 en la victoria por 1-0 sobre Zambia en Bloemfontein por la Copa COSAFA 2025, torneo en el que anotó dos goles.